# Slovenske Konjice
Slovenske Konjice este un oraș din Slovenia, reședință a comunei omonime.